# Sulla Natura (Epicuro)
Il trattato Sulla Natura è il testo più importante di Epicuro, composto almeno fino al 300 a.C. e comprendente 37 libri.

## Struttura e contenuto
La lettera di Epicuro a Erodoto sembra essere un riassunto del trattato (o almeno dei libri I–XIII), di cui, oltre a vari frammenti di tradizione indiretta, abbiamo ampie porzioni papiracee di vari libri. Comunque, è possibile intuire solo il contenuto dei libri I-II, X-XV, XXV, XXVIII, XXXIV.
La riflessione polemica, spesso carente dal punto di vista della chiarezza, ha spinto gli studiosi a condividere le critiche antiche allo stile contorto di Epicuro, parlando di una «opera esoterica, (in cui) lo stesso argomento veniva trattato più volte, in libri diversi e scritti anche a distanza di tempo».

### Libro I
Il primo libro stabilisce chiaramente che tutte le cose sono fatte di atomi e di vuoto.

### Libro II[7]
Il libro II stabilisce l'esistenza di particelle di luce. Gran parte della discussione che abbiamo si concentra su come i corpi emettono queste particelle (chiamate eidola nel testo originale). È chiaro che questi simulacri sono particelle dal fatto che quando incontrano resistenza rimbalzano indietro, come qualsiasi altra particella. Il sole emette luce, raggiunge l'acqua e noi vediamo il blu perché i “raggi” solari non penetrano completamente nella profondità delle acque. È così che alcuni corpi solidi lasciano passare un po' di luce, perché non sono densi come altri muri.

### Libro IV
L'unica attestazione esistente del IV libro è contenuta nel P.Herc. 807, che conserva, in condizioni frammentarie, sezioni di un libro anepigrafo, che apparterrebbe al Περὶ θανάτου di Filodemo e si riferirebbe alle attività sensoriali.

### Libro X[10]
Discute sulla natura del tempo, su come misurarlo (menziona i giorni e le notti), sull'importanza di usare un linguaggio convenzionale per descriverlo e sul fatto che il tempo è reale.

### Libro XI[11]
Questo libro rifiuta l'idea che la Terra sia il centro del cosmo e discute di oggetti che fluttuano nell'aria. Dice “certe persone concepiscono la Terra circondata da muri… e suppongono che la Terra sia al centro di tutto”. Ora, poiché Epicuro credeva che l'universo fosse infinito, sappiamo che avrebbe rifiutato il modello centrato sulla Terra perché un modello infinito del cosmo non avrebbe un centro e tutte le cose sarebbero relative l'una all'altra. Invece, dovrebbero esserci innumerevoli "centri" o hub. Epicuro ha dovuto usare il linguaggio a disposizione degli antichi per spiegare cosa sono le orbite – e la danza organizzata tra tanti corpi orbitanti che acquisisce un certo equilibrio di spinte e tiri e cadute – senza avere a disposizione la parola “orbita”.
Epicuro discute, poi, dove sorge e tramonta il sole e la sua distanza da noi, offrendo vari modelli per interpretarlo.

### Libro XII
Questo libro continua la trattazione sui fenomeni meteorologici  affronta le eclissi. Inoltre, secondo Filodemo, proprio in questo libro (in un passaggio che non è pervenuto) Epicuro sosteneva che gli esseri umani avevano l'idea di "certe nature imperiture". Questo libro sembra affrontasse anche la teologia .

### Libro XIII
Questo libro sembra continuare le conversazioni sugli dei nel libro precedente. Filodemo dice che qui Epicuro si rivolse ai “ rapporti di affinità, e anche di ostilità, che gli dèi hanno con certe persone ”.

### Libri XIV-XV
Il XIV libro, scritto nel 301/300, polemizza con la dottrina degli elementi del Timeo platonico, mentre nel libro successivo da una parte si trattano la natura e la composizione dei corpi, dall’altra parte si fanno affermazioni metodologiche.

### Libro XXV
Epicuro confronta "la costituzione originaria" di un individuo con il "prodotto in via di sviluppo" (il suo carattere), e infine il "prodotto sviluppato" - un carattere pienamente maturo di qualcuno che comprende la sua "responsabilità causale". A tal proposito, Epicuro parla dei "germi" o "semi" (spermata) che portiamo dalla nascita sia della saggezza che della virtù, così come dell'ignoranza e dei vizi.

### Libro XXVIII[19]
Il libro XXVIII affronta le questioni epistemologiche sul linguaggio ed è indirizzato a Metrodoro alla presenza di altri membri della scuola. Si tratta di una conferenza, scritta nel 296/5, che viene a precisare la teoria epicurea del linguaggio e le categorie epicuree del procedimento logico, integrandosi nelle altre testimonianze sullo stesso problema. Epicuro fornisce ampie e sistematiche indicazioni metodologiche sull’uso corretto del linguaggio ordinario e di quello filosofico, che appaiono il frutto di una lunga riflessione che ha coinvolto l’intera scuola, in particolare Metrodoro.

### Libro XXXIV
Si tratta delle rappresentazioni oniriche, discutendo dell’origine dell’errore e del turbamento emotivo nei sogni in polemica con Platone e Democrito.

### Libri incerti
In un libro di cui non rimane il numero, Epicuro affermava in modo assoluto e rigoroso il libero arbitrio, probabilmente in diretta polemica con Democrito. Altri libri, ricomponibili da altri frammenti, criticavano i miti e le superstizioni e entravano in polemica con Empedocle.